# Цейское сельское поселение
Цейское се́льское поселе́ние — муниципальное образование в Алагирском районе Северной Осетии Российской Федерации.
Административный центр — село Нижний Цей.

## История
Статус и границы сельского поселения установлены Законом Республики Северная Осетия-Алания от 5 марта 2005 года № 11-рз «Об установлении границ муниципального образования Алагирский район, наделении его статусом муниципального района, образовании в его составе муниципальных образований — городского и сельских поселений и установлении их границ»

## Население
| 2002 | 2010 | 2011 | 2012 | 2013 | 2014 | 2015 |
| ---- | ---- | ---- | ---- | ---- | ---- | ---- |
| 18   | ↗74  | →74  | →74  | →74  | ↘72  | ↘63  |
| 2016 | 2017 | 2018 | 2019 | 2020 | 2021 | 2023 |
| ↘58  | ↘53  | →53  | ↗55  | ↘50  | ↘36  | ↘33  |
| 2024 |      |      |      |      |      |      |
| ↗34  |      |      |      |      |      |      |

## Состав сельского поселения
| № | Населённый пункт | Тип населённого пункта       | Население |
| - | ---------------- | ---------------------------- | --------- |
| 1 | Абайтикау        | село                         | ↘10       |
| 2 | Верхний Цей      | село                         | ↘13       |
| 3 | Нижний Цей       | село, административный центр | ↗9        |
| 4 | Хукали           | село                         | ↘4        |

### Упразднённые населённые пункты
В 2015 году упразднены посёлки дом отдыха «Цей», лагерь «Буревестник», лагерь «Осетия» и лагерь «Торпедо».